# CJCH-FM
The Bounce 101.3FM (Halifax Hit Music Station) ist ein Top-40-Radiosender aus Halifax, Nova Scotia, Kanada. Der Sender wird von Bell Media betrieben. Der Sender sendet mit einer Leistung von 100.000 Watt und speist das Programm auch in das digitale Kabelnetz sowie in das Internet ein.
Der Sender wurde am 14. November 1944 durch den Halifax Chronicle gegründet und 1970 von CHUM Limited übernommen. Der Sender wurde 1997 zusammen mit dem Fernsehsender CJCH-TV von CTV aufgekauft und in das Unternehmen von CTVglobemedia übernommen. Am 1. April 2011 übernahm Bell Canada die Sendersparte von CTVglobemedia in sein Portfolio und gründete Bell Media.

## Shows
- The Morning BOUNCE (Frankie Hollywood and Ana)
- Midday/Music Director Mel B
- Afternoons with Turk
- The 5 O’Clock Mix Down with Special Ed
- The Evening Show with Jax
- Late Nights with Tessa
- The Baka Boyz
- MTV Pop Countdown
- PEREZentertainment